# Medvidovići (ruralna cjelina)
Ruralna cjelina Medvidovići, ruralna cjelina unutar područja sela Glavine Gornje, Grad Imotski.

## Povijest
Zaselak Medvidovići nalazi se na uzvisini Podima, pripada selu Glavini Gornjoj, te je smješten na granici općine Prološca i Imotskog. Stambeno-gospodarski objekti nalaze se na velikim parcelama i prilično su udaljeni jedni od drugih što čini ovaj zaseok posebnim. Zaseok se sastoji od 30-ak kuća, sagrađenih najvjerojatnije tijekom 19. i 20. stoljeća. Iako je naselje većim dijelom zapušteno, sačuvalo je prostorni raspored i organizaciju kao i većinu arhitektonskih elemenata građevina.

## Zaštita
Pod oznakom Z-3852 zavedena je kao nepokretno kulturno dobro - kulturno-povijesna cjelina, pravna statusa zaštićena kulturnog dobra, klasificirano kao "kulturno-povijesna cjelina".